# Пасакалія

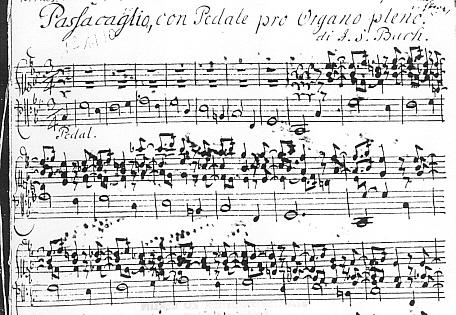
«Пасакалія» Йоганна Себастьяна Баха

Пасакалія (фр. passacaille, італ. passacaglia, ісп. pasacalle, від pasar — проходити і calle — вулиця) — спочатку іспанська пісня, а з кінця XVI століття — танець святкового або маршеподібного характеру, який виконувався на вулицях під час проводів гостей по закінченні свята. З другої половини XVII століття — як велика і розвинена музична форма переважно поліфонічного складу. Стала відомою завдяки творчості німецьких композиторів-органістів Йоганна Пахельбеля, Дітріха Букстегуде, Йоганна Себастьяна Баха, Георга Генделя.
Наприкінці XVIII століття пасакалія зникла з композиторської практики більше ніж на 100 років і відродилася у XX столітті як структурно самостійний розділ інструментального циклічного твору або оперного антракту.